# 希羅平均數
数学上，希羅平均數（英語：Heronian mean）是指两个非负实数的一种平均数，公式为
{\displaystyle H={\frac {1}{3}}\left(A+{\sqrt {AB}}+B\right).}
它以亚历山大港的希罗命名。
希羅平均數也可以看成算術平均數与幾何平均數的加权平均數。
{\displaystyle H={\frac {2}{3}}\cdot {\frac {A+B}{2}}+{\frac {1}{3}}\cdot {\sqrt {AB}}.}

## 应用

圆台

用以计算棱台或圆台的体积，此体积等于棱台或圆台的高乘以两底面面积的希羅平均数：
{\displaystyle V={\frac {h}{3}}(B_{1}+B_{2}+{\sqrt {B_{1}B_{2}}})}
B1是一个底面的面积， B2是另一个底面的面积。